# Иконофизика
Иконофизика е интердисциплинарно изследователско поле, прилагащо теории и модели.
Първоначално са разработени от физици с цел да се решат проблеми в икономиката, обикновено тези включват несигурност или стохастични процеси и нелинейна динамика. Нейното приложение към изучаването на финансовите пазари е наречено също така статистически финанси, препращайки към корените ѝ в статистическата физика.
|  | Тази страница частично или изцяло представлява превод на страницата Econophysics в Уикипедия на английски. Оригиналният текст, както и този превод, са защитени от Лиценза „Криейтив Комънс – Признание – Споделяне на споделеното“, а за съдържание, създадено преди юни 2009 година – от Лиценза за свободна документация на ГНУ. Прегледайте историята на редакциите на оригиналната страница, както и на преводната страница, за да видите списъка на съавторите. ВАЖНО: Този шаблон се отнася единствено до авторските права върху съдържанието на статията. Добавянето му не отменя изискването да се посочват конкретни източници на твърденията, които да бъдат благонадеждни. |